# アジスチプト国際空港
アジスチプト国際空港（アジスチプトこくさいくうこう、インドネシア語: Bandar Udara Internasional Adisutjipto、英語: Adisucipto International Airport）は、インドネシア、ジャワ島の中部南岸のジョグジャカルタ特別州スレマン県にある国際空港である。

## 歴史
第二次世界大戦の時、マグウォの地に滑走路が造られた。空港名のアジスチプトとは、1947年7月29日インドネシア独立戦争において、インドネシア空軍のダコタVT-CLA作戦でオランダ軍に撃墜されたパイロットであり、彼の名前を記念して名づけられた。
この空港が国際空港になるまでは、ジョグジャカルタ市民が国際路線を利用するにはジャカルタのスカルノ・ハッタ国際空港やバリ島のングラ・ライ国際空港等で乗り継ぐ必要があった。しかし、30年にわたって市が国際空港化を目指した結果、当空港は2004年2月21日に国際空港となった。最初の国際線はインドネシアのフラッグキャリア、ガルーダ・インドネシア航空のクアラルンプール国際空港（マレーシア）行きのフライトだった。ただし、ガルーダ・インドネシア航空は現在は当空港発着の国際路線の運航を終了している。現在はエアアジアがクアラルンプール便を、インドネシア・エアアジアとシルクエアーがシンガポール便を就航している。
この空港は2006年5月27日のジャワ島中部地震による損壊が激しく、滑走路にはクラックが入り、国内線出発ラウンジは崩壊した。2日間閉鎖され、隣接するソロのアディスマルモ国際空港に代替発着またはフライトキャンセルとなった。2006年5月30日、国内線ラウンジが再建されるまで国際線ラウンジを共用した。
また、2010年には、近くに位置するムラピ山の大噴火が発生し、火山灰が航空便に影響を与えるとして、この空港は数日間閉鎖された。この期間も、乗客はアディスマルモ国際空港、スマランのアフマド・ヤニ国際空港に行先変更されたり、他の交通機関を利用したりした。
ジョグジャカルタ市中心部から西方にあるクロンプロゴ県に新空港が建設され、2016年5月に着工、2019年5月に部分開港した。

## 就航航空会社と就航都市
| 航空会社         | 就航地             |
| ---------------- | ------------------ |
| シティリンク     | ジャカルタ/ハリム  |
| ウイングス・エア | スラバヤ、バンドン |

2023年10月現在

## 利用状況
| 年   | 旅客数    | 貨物取扱量(t) | 飛行機発着回数 |
| ---- | --------- | ------------- | -------------- |
| 2001 | 806,744   | 2,067         | 11,505         |
| 2002 | 917,714   | 2,602         | 12,010         |
| 2003 | 1,481,022 | 3,712         | 17,052         |
| 2004 | 2,442,915 | 8,307         | 27,102         |
| 2005 | 2,558,262 | 11,268        | 25,961         |
| 2006 | 2,564,144 | 9,668         | 23,050         |
| 2007 | 2,598,549 | 10,528        | 22,559         |
| 2008 | 2,793,769 | 11,628        | 24,150         |
| 2009 | 3,368,228 | 11,209        | 37,894         |
| 2010 | 3,690,592 | 12,307        | 46,457         |
| 2011 | 4,291,646 | 12,850        | 51,216         |
| 2012 | 4,972,712 | 14,370        | 56,531         |
| 2013 | 5,775,949 | 14,552        | 64,925         |

## 事件・事故
- 2007年3月7日、ジャカルタ発ジョクジャカルタ行きのガルーダ・インドネシア航空200便がアジスチプト国際空港への着陸に失敗して、滑走路をオーバーランした（詳細はガルーダ・インドネシア航空200便墜落事故を参照）。

## アクセス
バス

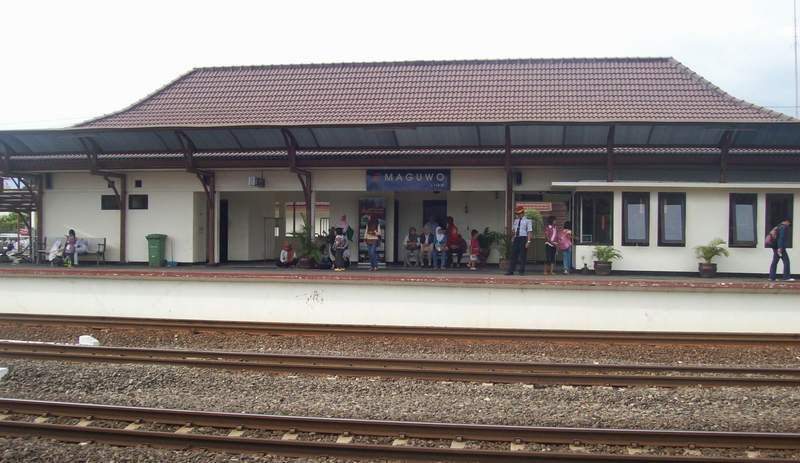
Maguwo駅

- ジョグジャカルタ市内へ向かうトランス・ジョグジャが乗り入れている。

鉄道
- 旅客ターミナルと地下道で直結しているマグウォ駅（英語版）があり、ジョグジャカルタ駅やソロ・バラパン駅と接続している。

## ギャラリー

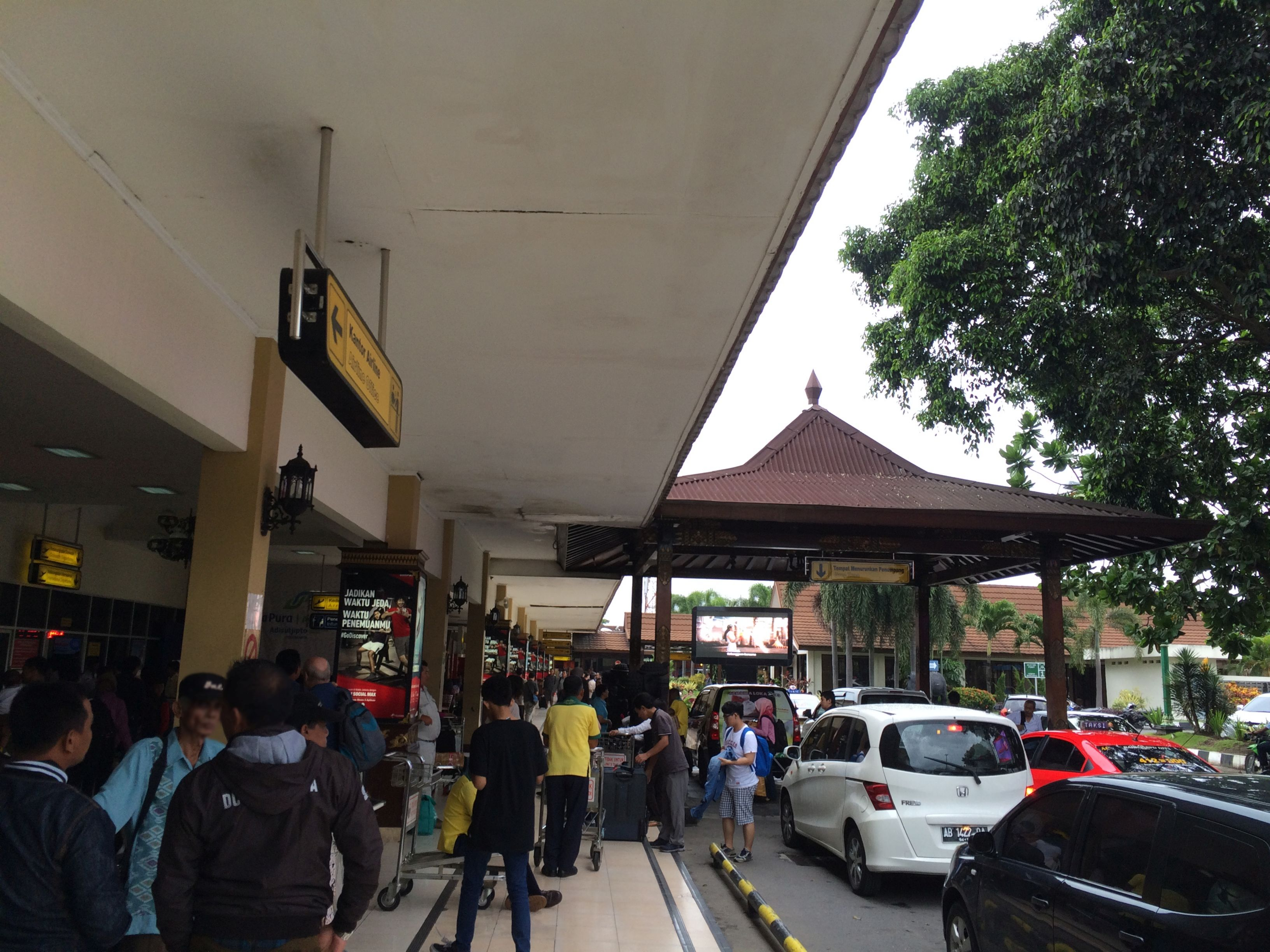
エントランス
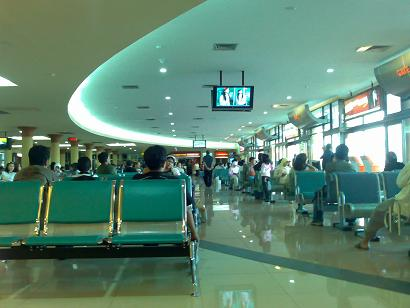
出発ゲート
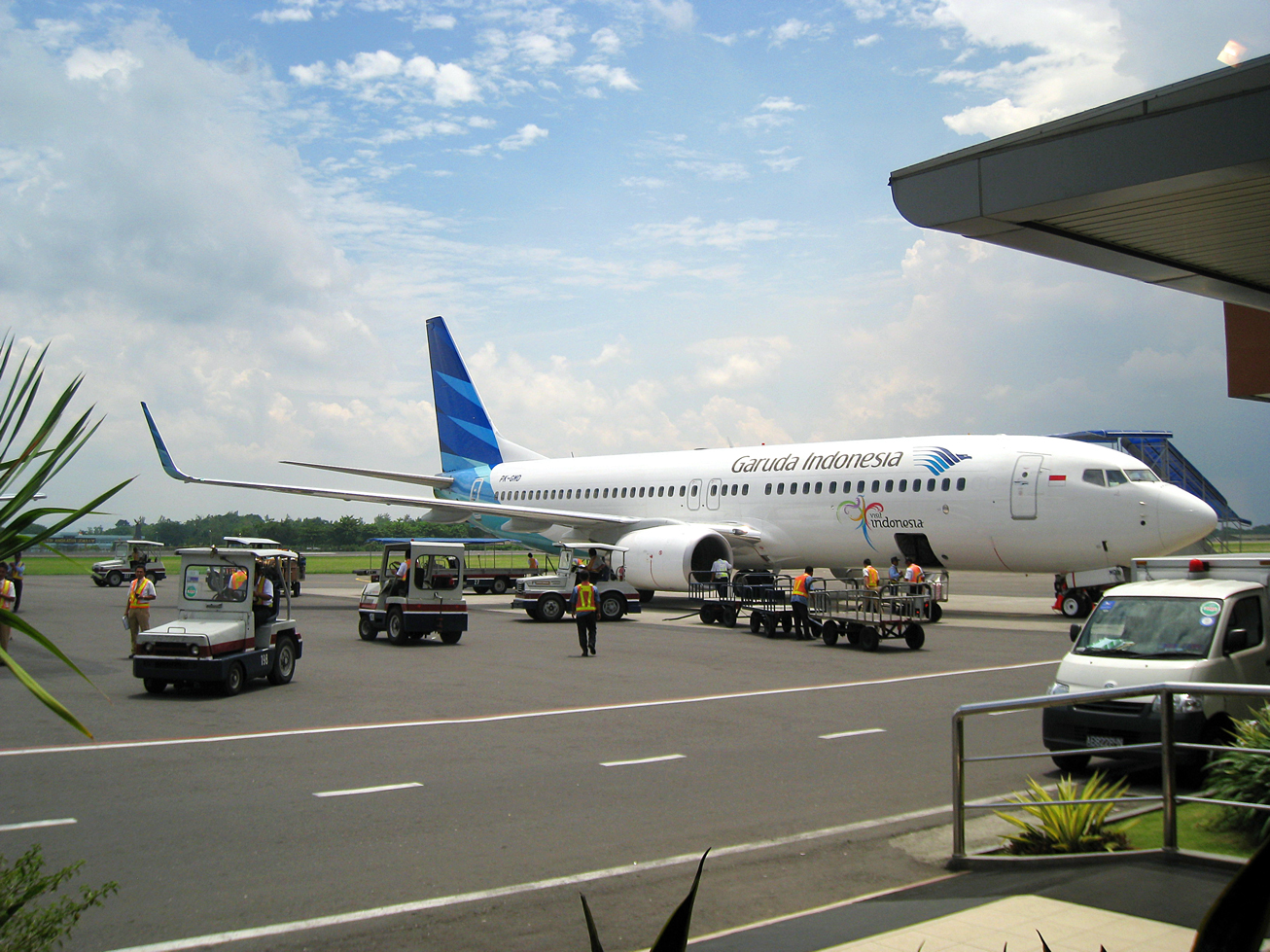
駐機中のガルーダ・インドネシア航空機